# Фелікс Заблоцький
Фе́лікс Забло́цький (1846, Лович — 5 квітня 1874, Варшава) — видатний митець, ксилограф. Зробив замальовки побуту, архітектури Волині та Червоної Русі.

## Життєпис
Активно працював у 1863—1874 роках. До 1867 року він малював гравюри для «Tygodnik Ilustrowany», а пізніше для «Kłosy».
1871 року разом із Владиславом Боярським, Ігнатієм Хелмицьким та Броніславом Пуцем він організував кооператив під назвою «Drzeworytnia Warszawska», у якому були викарбувані ксилографії для ілюстрованих журналів, переважно російською мовою. В результаті розвитку діяльності ксилографи заснували філію в Санкт-Петербурзі.
Серед відомих творів: ксилографії за малюнками Юліуша Коссака, ілюстрації до книги Владислава Завадського «Образи Червоної Руси» (Obrazy Rusi Czerwonej, видано Жупанським, Познань 1869 р.), «Панорама Варшави з купола Євангельської церкви» за малюнком Адольфа Козарського, Будинки у Вишнічі та портрети за малюнками Яна Матейка, за малюнками Олександра Котсіса, «Скарбниця Вавельського собору» — Олександра Григлевського, «Дівчина зі скрипкою» — Артура Ґроттґера, Бакаларц — Леопольда Горовиця, «Три моменти життя» — Ксаверія Пілати та інші.
Робив малюнки з життя, побуту та архітектури Західної України.
Похований на Повонзківському цвинтарі у Варшаві.

## Твори

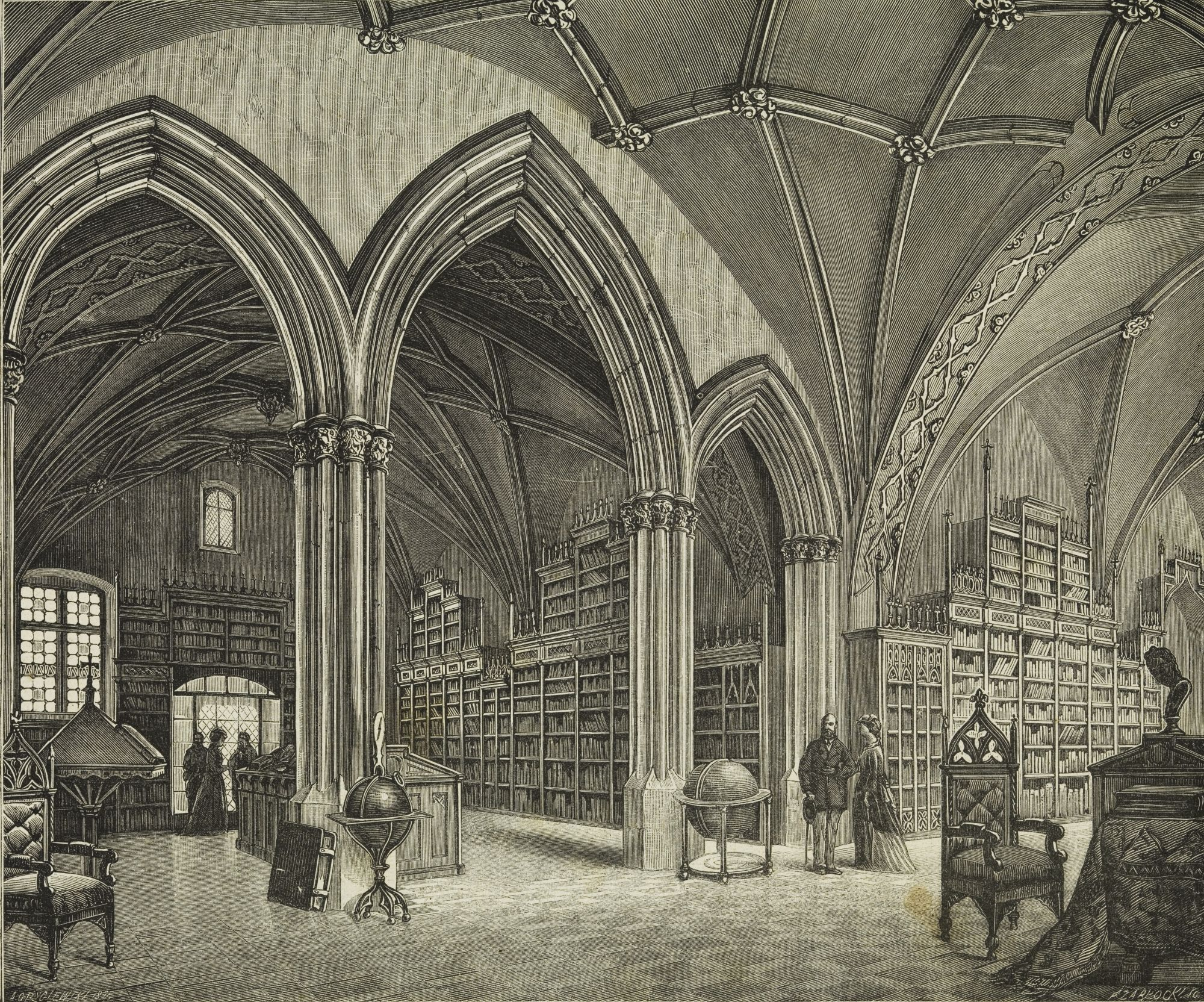
Головна зала бібліотеки Краківського університету, 1871
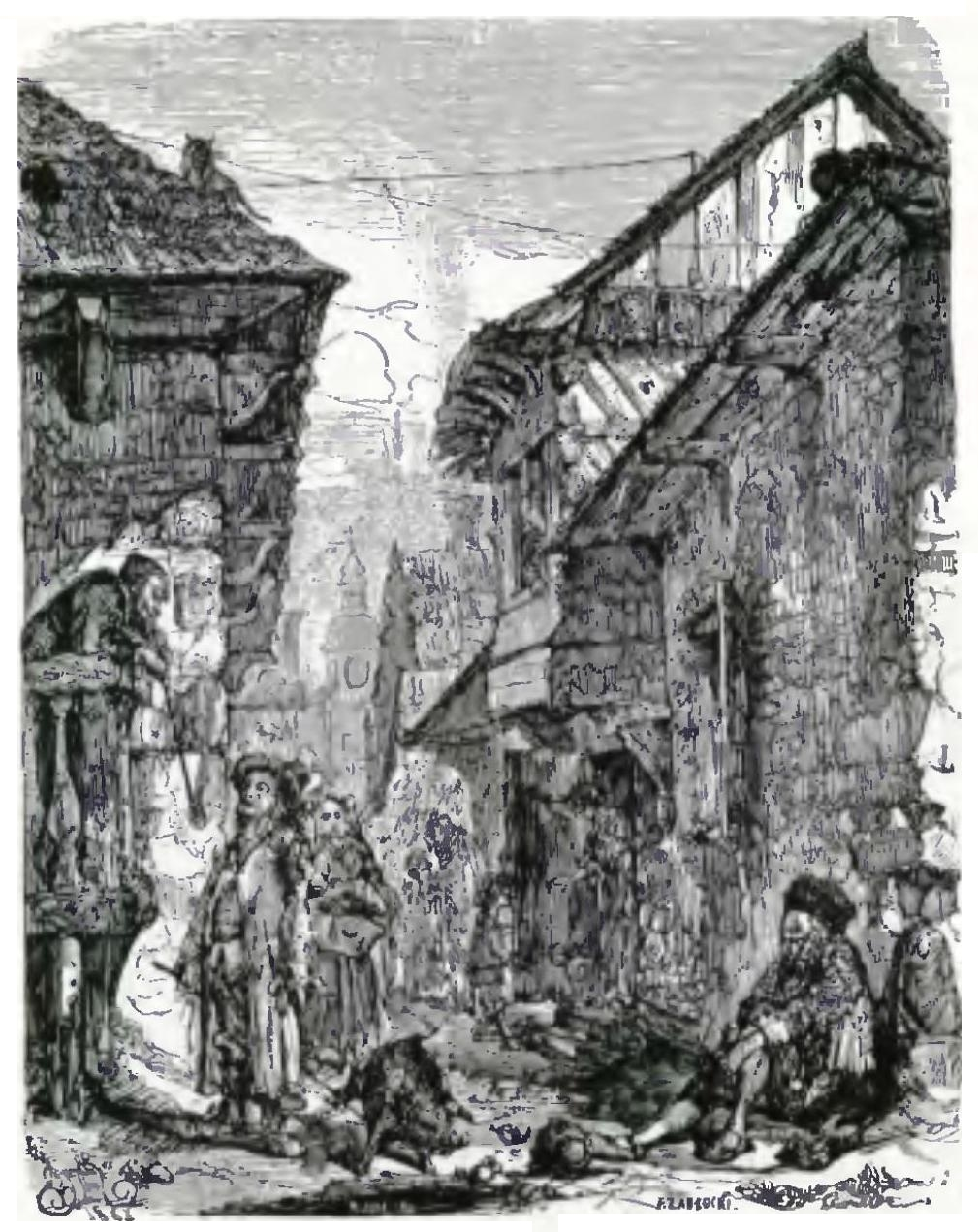
Старий будинок у Вішничі, 1867
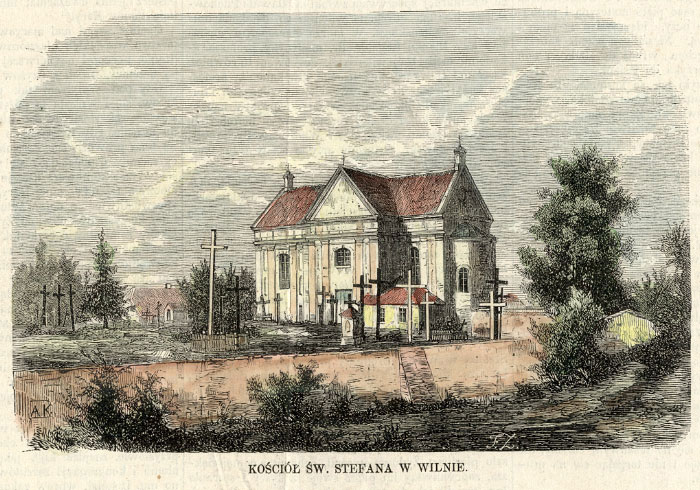
Вільно, Рудницький маєток, 1863
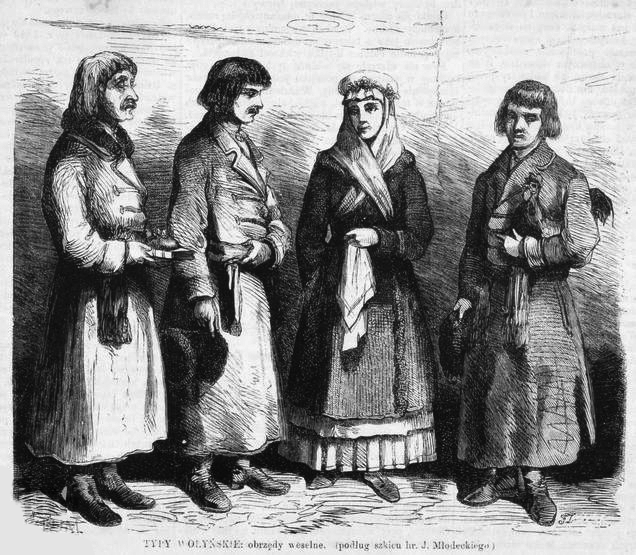
Волинські типажі. Весільний обряд, 1863
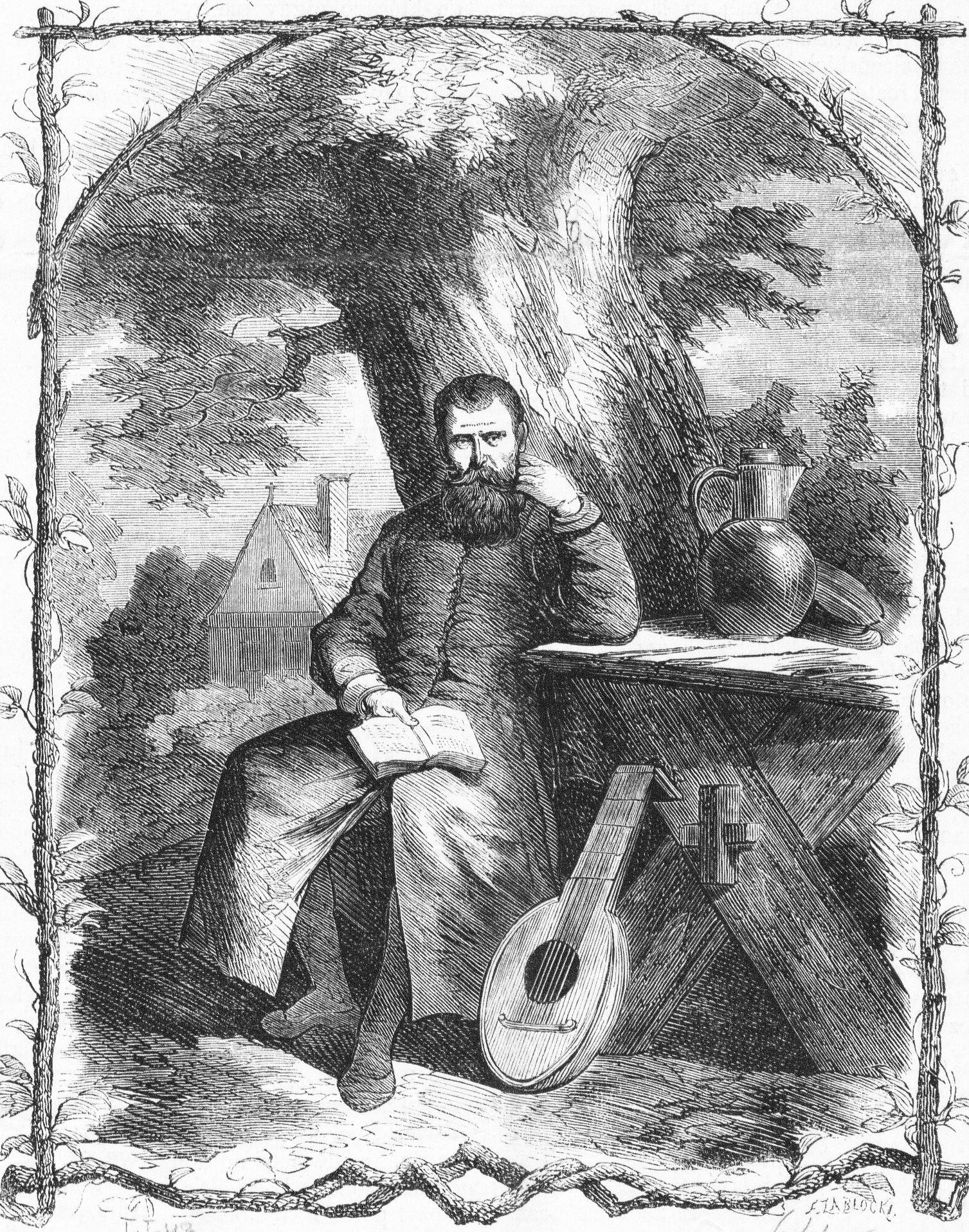
Ян Кохановський сидить під липою, 1864
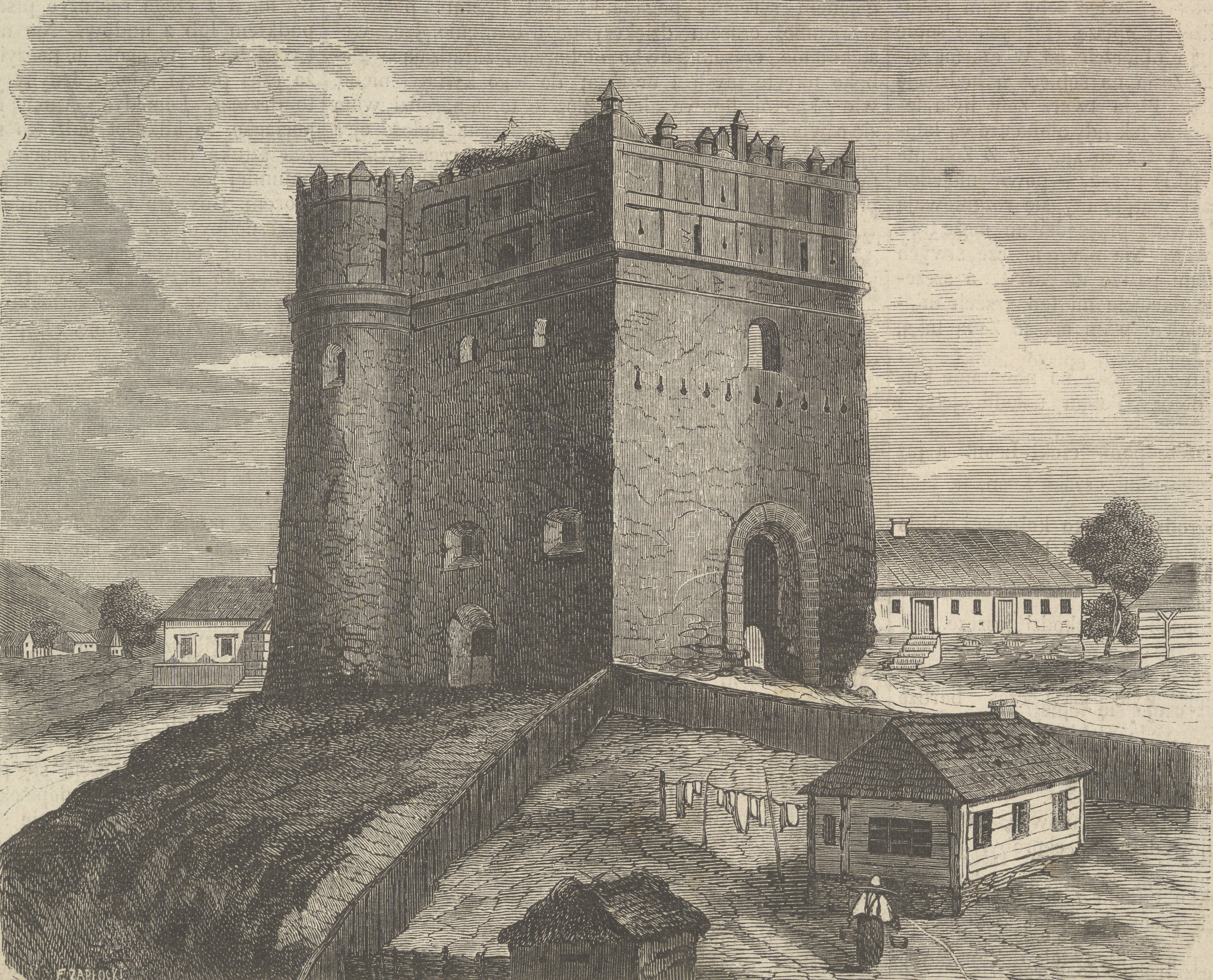
Острозька фортеця, 1863